# Гелемунд
Гелемунд (Элемунд; лат. Elemundus; умер ранее 549 года) — король гепидов в первой половине VI века.
О том, когда Гелемунд получил власть над гепидами, сведений в исторических источниках нет. Предыдущим известным гепидским правителем был Тразарих, последнее упоминание о котором датировано 504 годом.
Гелемунд скончался от болезни не позднее 549 года. Он оставил после себя единственного сына Устригота, из-за своего малолетства отстранённого от власти Торисвинтом, который сам занял престол гепидов. Устригот долгое время безуспешно пытался возвратить себе престол, опираясь в этом на помощь лангобардов, но в первой половине 550-х годов по условию лангобардско-гепидского мира, заключённого после битвы на поле Асфельд, был убит по приказу короля Аудоина.
Скорее всего, дочерью Гелемунда была Аустригуза, в 512 году ставшая второй женой короля лангобардов Вахо.